# Саєнко Олександр Віталійович
Олекса́ндр Віта́лійович Сає́нко (26 квітня 1991 — 10 лютого 2015) — солдат Збройних сил України, учасник російсько-української війни. Один із «кіборгів».

## Життєвий шлях
Єдина дитина у батьків. У часі війни — доброволець, номер обслуги, 95-а окрема аеромобільна бригада. По демобілізації в березні 2015-го планував побратися.
10 лютого 2015-го загинув під час вогневого контакту ротно-тактичної групи з терористами біля села Спартак Ясинуватського району. Тоді ж полягли смертю хоробрих Сергій Порозінський, Іван Рудницький та Андрій Ущапівський.
14 лютого похований в селі Білогородка.

## Нагороди та вшанування
За особисту мужність і героїзм, виявлені у захисті державного суверенітету та територіальної цілісності України, вірність військовій присязі під час російсько-української війни, відзначений — нагороджений:
- орденом «За мужність» III ступеня (посмертно)[1]
- звання «Герой-захисник Вітчизни» Києво-Святошинського району (рішення Києво-Святошинської районної ради від 20.12.2016).

Рішенням Білогородської сільської ради від 31 серпня 2015 № 723 вулицю 40 років Перемоги перейменовано на вулицю Олександра Саєнка.